# Hug XII de Lusignan
Hug XII de Lusignan dit com els seus antecessors l'Ós (+ poc després del 25 d'agost de 1270), fou un noble francès, fill d'Hug XI de Lusignan, que fou senyor de Lusignan, comte de la Marca i comte d'Angulema.
Va succeir al seu pare el 1250. Es va casar el 29 de gener de 1254 amb Joana de Fougères, senyora de Fougères filla de Raül III de Fougères i d'Isabel de Craon, que li va aportar la senyoria i el comtat o vescomtat de Porhoët. Joana va sobreviure al seu marit i va morir després del 1273. D'aquest matrimoni van néixer sis fills: 
- Iolanda de la Marca o de Lusignan (24 de març de 1257, morta el setembre de 1314), que va rebre la senyoria de Fougères i es va casar primer amb Heli Rudel I senyor de Pons i de Bergerac (fill de Renald III de Pons i de Margarita de Bergerac) que va morir després de 1290; i en segones noces amb Robert, senyor de Matha.

- Hug XIII de Lusignan, l'Ós (25 de juny 1259 - Angulema 1 de novembre de 1303), senyor de Lusignan, comte de la Marca i d'Angulema.

- Guiu I de Lusignan (mort entre el 24 de setembre i el 28 de novembre de 1308), senyor de Couhé i de Peyrat, després senyor de Lusignan i comte d'Angulema i la Marca

- Isabel de la Marca (morta després del 4 de juny de 1309), monja a Fontevrault

- Joana de la Marca (morta poc abans del 18 d'abril de 1323), casada primer amb Bernat Ezi IV senyor d'Albret (1324-1358), fill d'Amanieu VI i de Mata de Bordeus; casada en segones noces amb Pere de Joinville [Genville], de Ludlow Shropshire i de Walterstone co Hereford, fill de Geoffroy de Joinville senyor de Vaucouleurs i de Matilda de Lacy.

- Maria de la Marca (1269-1312), casada el 1288 amb Esteve II comte de Sancerre fill de Joan I de Sancerre i de Maria de Vierzon.